# Highland City
Highland City – jednostka osadnicza w Stanach Zjednoczonych, w stanie Floryda, w hrabstwie Polk.